# بودنرود-وشتهاوزن
بودنرود-وشتهاوزن (به آلمانی: Bodenrode-Westhausen) یک شهر در آلمان است که در آیشسفلد واقع شده‌است. بودنرود-وشتهاوزن ۱٬۱۹۰ نفر جمعیت دارد.